# Повіт Аґацума

Повіт Аґацума на карті префектури Ґумма

Пові́т Аґацу́ма (яп. 吾妻郡, あがつまぐん, МФА: [agat͡suma guɴ]) — повіт в префектурі Ґумма, Японія. 